# Artur Finger
Artur Finger (* 1878; † nach 1939) war ein preußischer Verwaltungsjurist und Landrat.

## Leben
1901 begann Finger seine Laufbahn als Gerichtsreferendar. 1909 war er Regierungsassessor in Breslau und ab 1919 im RFinVerw. 1920 wurde er Leiter vom Finanzamt Berlin-Friedrichshain und zum Oberregierungsrat ernannt. Ab 1922 wirkte Finger als kommissarischer Landrat im Kreis Ratibor und wurde im gleichen Jahr zum Landrat im Kreis Rybnik und auftragsweise zum Landrat in Ratibor ernannt. 1925 war Finger als Hilfsarbeiter im Finanzministerium als Ministerialrat beschäftigt. Nach 1939 wurde er außer Dienst gestellt.
Er war Mitglied der katholischen Studentenverbindungen AV Silesia Halle, KAV Suevia Berlin und KDStV Hercynia Freiburg im Breisgau.